# Postcard
«Postcard» es una canción del grupo británico The Who, publicada en el álbum recopilatorio Odds & Sods. La canción, compuesta por el bajista John Entwistle, fue publicada como primer sencillo del álbum y alcanzó el puesto 64 en las listas de Cash Box.
Entwistle comentó sobre el origen del álbum: «Pensamos que teníamos que ir sobre alguno de estos bootlegs. Publicaban malos bootlegs de todas estas canciones todo el tiempo. Escuché tres de ellos que estaban fabricados en los Estados Unidos y tenían una calidad muy mala. Duraban en realidad tres escuchas antes de que el acetato se desintegrara. Pensamos que era solo cuestión de tiempo que publicáramos un bootleg por nuestra cuenta. Intenté arreglarlo como una cuestión paralela a la carrera de The Who».
Por otra parte, Pete Townshend comentó sobre la canción: «"Postcard" es una canción de John Entwistle sobre girar por la carretera. Describe con detalle exquisito las alegrías y los placeres de lugares tan románticos como Australia (pausa para combatir un ataque temporal de náusea), América (pausa para contar el dinero), y por supuesto, ese país del misterioso y dudoso funcionamiento de las aduanas, Alemania (pausa, les guste o no, para "God Save the Queen"). Escucha los efectos de sonido realmente grabados en los países por donde salimos de gira. "Postcard" fue originalmente grabada en mi casa para un maxisencillo. Eran EPs que costaban tanto como un sencillo. El nuestro, por desgracia, nunca fue publicado».

## Personal
- Roger Daltrey: voz
- John Entwistle: bajo
- Pete Townshend: guitarra
- Keith Moon: batería